# Reneta (manzana)
Reneta es el nombre de una variedad cultivar de manzano (Malus domestica). Esta manzana está cultivada en la colección de la Estación Experimental Aula Dei (Zaragoza) con nº de accesión "3408". También está cultivada en diversos viveros entre ellos algunos dedicados a conservación de árboles frutales en peligro de desaparición. Esta manzana es originaria de las Islas Baleares, donde tuvo su mejor época de cultivo comercial anterior a la década de 1960, y actualmente en menor medida aún se encuentra.

## Sinónimos
- "Reneta 3408",
- "Manzana Reneta",[6][8][9]
- "Poma Reneta".

## Historia
Las Islas Baleares presenta unas condiciones de clima y de suelos buenos para el cultivo del manzano. De hecho existe una considerable variedad de cultivos autóctonos de manzano, fruto de la sabiduría y el esfuerzo de los agricultores, que durante generaciones han realizado cruces y mejoras de las variedades. En estas últimas décadas ya sea por presiones urbanísticas o por abandono de los cultivos en los campos, debida a la competencia con otras variedades de manzanas selectas foráneas, se han ido perdiendo parte de la riqueza de variedades frutales de la herencia. Actualmente hay iniciativas para evitar la pérdida irremediable de esta riqueza cultural y agrícola con iniciativas de conservación como el proyecto "Reviure" en Mallorca (con plantación de 160 frutales de la herencia), [Autores: José Moscardó Sáez Antoni Martorell Nicolau Proyecto Reviure-caib.es.PDF] o el banco de germoplasma de frutales del Jardín Botánico de Sóller.
'Reneta' está considerada incluida en las variedades locales autóctonas muy antiguas, cuyo cultivo se centraba en comarcas muy definidas. Se caracterizaban por su buena adaptación a sus ecosistemas y podrían tener interés genético en virtud de su adaptación. Se encontraban diseminadas por todas las regiones fruteras españolas, aunque eran especialmente frecuentes en la España húmeda. Estas se podían clasificar en dos subgrupos: de mesa y de sidra (aunque algunas tenían aptitud mixta).
'Reneta' es una variedad clasificada como de mesa; difundido su cultivo en el pasado por los viveros comerciales y cuyo cultivo en la actualidad se ha reducido a huertos familiares y jardines privados.

## Características
El manzano de la variedad 'Reneta' tiene un vigor medio, con porte parcialmente llorón; hojas pequeñas; florece muy precoz a inicios de abril; tubo del cáliz corto o alargado pero estrecho, y con los estambres insertos por la mitad.
La variedad de manzana 'Reneta' tiene un fruto de tamaño pequeño a medio; forma globosa aplanada, con contorno mayormente regular, y simétrico; piel levemente untosa; con color de fondo verde amarillento, siendo el color del sobre color rojo ciclamen, importancia del sobre color alto, siendo su reparto en chapa/tiras, presenta chapa continua  de color rojo ciclamen con tiras que recubre gran parte del fruto, dejando visible el color verde amarillento de fondo alrededor del cáliz y del pedúnculo, acusa punteado pequeño, abundante de color rojo, y una sensibilidad al "russeting" (pardea miento áspero superficial que presentan algunas variedades) débil; pedúnculo corto y medio, fino, más ensanchado en la parte superior, leñoso y pubescente, anchura de la cavidad peduncular es estrecha, profundidad de la cavidad peduncular mediana, poco profunda, con el fondo con leve chapa ruginosa de tono verde o marrón claro que no sobrepasa la cavidad, bordes levemente ondulados, y con importancia del "russeting" en cavidad peduncular débil; anchura de la cavidad calicina amplia o mediana, profundidad de la cav. calicina poco profunda, con el borde formando corona, y con la importancia del "russeting" en cavidad calicina débil; ojo pequeño,cerrado; sépalos estrechos y largos, erguidos, muy compactos en su base y levemente agrietados, con puntas entrecruzadas y vueltas hacia fuera.
Carne de color verdoso; textura firme; sabor característico de la variedad, suavemente dulce, percibiéndose una ligera acidez, contenido de azúcares medio; corazón bulbiforme alargado, suavemente enmarcado por las líneas del corazón, éstas bien delimitadas en los polos; eje agrietado; celdas alargadas y cartilaginosas. Semillas más bien pequeñas.
La manzana 'Reneta' tiene una época de maduración y recolección muy tardía en invierno, se recolecta desde finales de octubre a finales de noviembre. Tiene uso como manzana de mesa fresca.